# Markus Schairer
Markus Schairer, né le 4 juillet 1987, est un snowboardeur autrichien actif depuis 2002. Au cours de sa carrière, il fut champion du monde du snowboardcross en 2009 à Gangwon (Corée du Sud) devant le français Xavier de Le Rue et l'Américain Nick Baumgartner.

## Carrière
Markus Schairer est monté à dix reprises sur un podium (dont quatre victoires) dans une épreuve de coupe du monde, tous en snowboardcross. Il obtient son premier podium lors de la saison 2009 à Arosa (Suisse).
Alors qu'il participait à l'épreuve de snowboardcross des Jeux Olympiques de Pyeongchang, il se blesse gravement au cou.

## Palmarès

### Jeux olympiques d'hiver
- 23e du snowboardcross de Vancouver en 2010.
- 33e du snowboardcross de Sotchi en 2014.

### Championnats du monde
- Championnats du monde 2009 à Gangwon (Corée du Sud):
  -  Médaille d'or en snowboardcross.
- Championnats du monde 2013 à Stoneham (Canada):
  -  Médaille d'argent en snowboardcross.

### Coupe du monde
- 1 petit  globe de cristal :
  - Vainqueur du classement snowboardcross en 2009.
- 12 podiums (tous en snowboardcross) dont 4 victoires (Cypress 2009, Stoneham 2009, La Molina 2009, Montafon 2013).